# Clidemia barbeyana
Clidemia barbeyana är en tvåhjärtbladig växtart som beskrevs av Célestin Alfred Cogniaux. Clidemia barbeyana ingår i släktet Clidemia och familjen Melastomataceae. Inga underarter finns listade i Catalogue of Life.